# 1433 Geramtina
1433 Geramtina je asteroid v glavnem asteroidnem pasu. Spada med asteroide tipa S. Pripada asteroidni družini Gefion.

## Odkritje
Geramtino je 30. oktobra 1937 odkril Eugène Joseph Delporte. Asteroid je poimenovan po sestri švedskega astronoma Brora Ansgara Asplinda.